# شاتوریه
شاتوریه (به عربی: الشاتوریة) یک روستا در سوریه است که در ناحیه بداما واقع شده‌است. شاتوریه ۷۳۹ نفر جمعیت دارد.